# ثرثارة مخططة
ثرثارة مخططة أو ثرثارة محززة (الاسم العلمي: Argya earlei)، نوع من الطيور المنتمية إلى فصيلة البهدليات.
توجد في جنوب آسيا من باكستان إلى ميانمار.
تم تصنيف هذا النوع سابقًا في جنس ثرثارة (Turdoides) ولكن بعد نشر دراسة شاملة للتطور الجزيئي في عام 2018، نُقل إلى جنس صخباء (Argya)